# Musée d'Art et d'Archéologie du Périgord
Pour les articles homonymes, voir MAAP.
Le musée d'Art et d'Archéologie du Périgord, souvent abrégé MAAP, est un musée municipal situé à Périgueux, le plus ancien du département de la Dordogne. Le musée fondé en 1835 est principalement consacré à l'archéologie, aux beaux-arts et à l'ethnographie non-européenne (Afrique, Océanie). Il présente, sur plus de 2 000 m2 d'expositions permanentes, un dixième des 45 000 œuvres que le musée possède, attachées aux vestiges de l'occupation humaine en Périgord, à la création artistique locale, française et européenne.
Il fait l'objet d'une protection au titre des monuments historiques.

## Historique

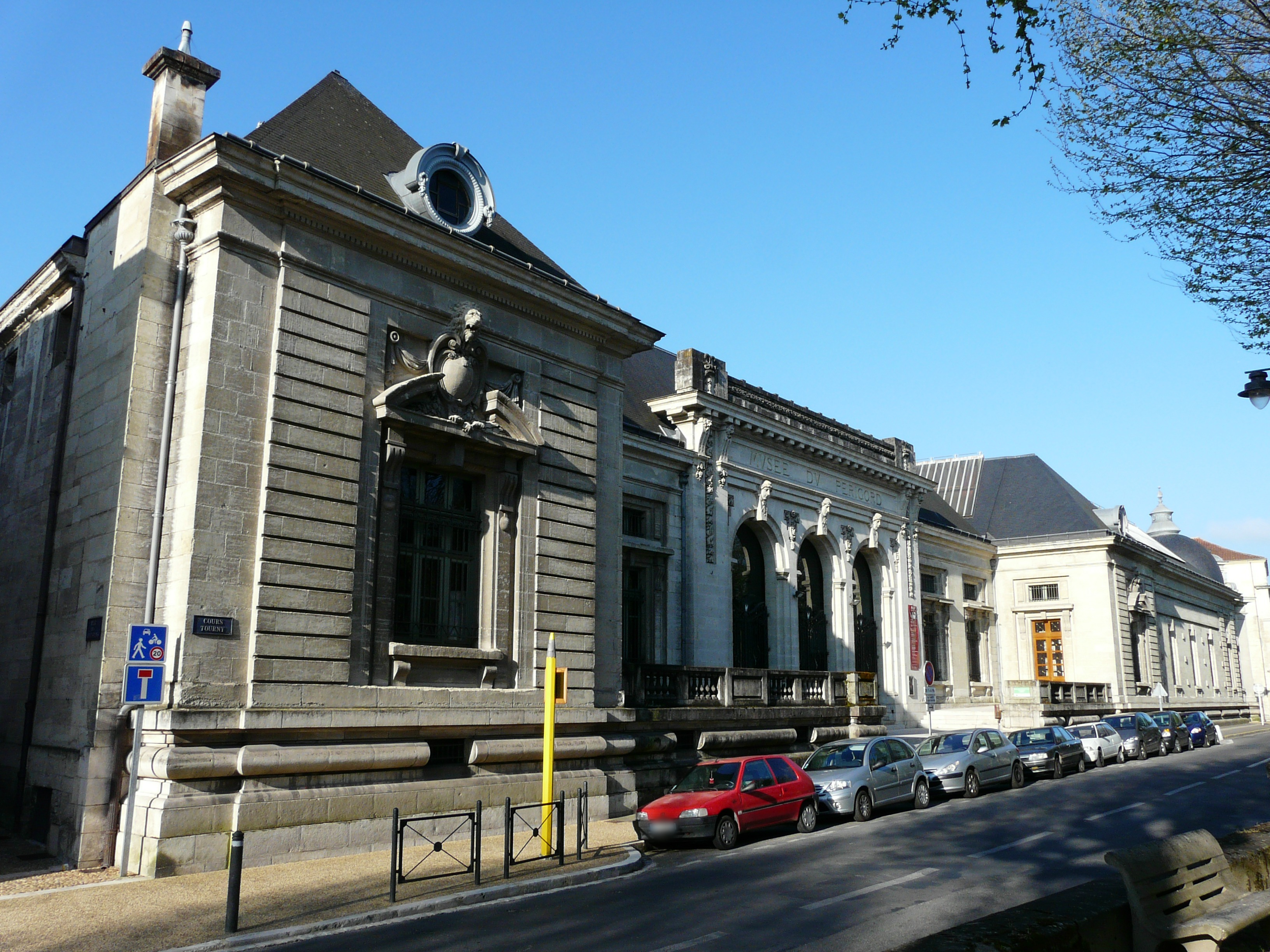
Les bâtiments du musée, côté cours Tourny.

Plan des allées de Tourny.

Un premier musée a été créé par le comte Wlgrin de Taillefer dans la chapelle des Jésuites, en 1804. En 1808, la collection augmentant, elle est installée dans le vomitoire des arènes de Périgueux et prend le nom de « Musée vésunien ».
Le comte Wlgrin de Taillefer meurt le 2 février 1833. Dans son testament, il lègue ses antiquités à Joseph de Mourcin en prévoyant qu'elles soient déposées dans un musée qui devrait être construit près de la tour de Vésone, où dans un musée de Paris si c'était impossible.
En 1835, sur proposition du maire de Périgueux, la collection renommée « Musée d'antiques et d'objets d'art » est transférée dans les bâtiments de la chapelle des Pénitents blancs, au sud du cloître de la cathédrale Saint-Front. Les locaux sont aménagés par Louis Catoire. Le musée prend le nom de « Musée archéologique du département de Dordogne » en 1836 et devient départemental. Il est dirigé jusqu'à sa mort par Joseph de Mourcin assisté de l'abbé Audierne et du docteur Édouard Galy. Le docteur Galy succède à Joseph de Mourcin à sa mort. Il achète au département et va installer le musée dans son site actuel, dans l'ancien couvent des Augustins,, utilisé comme prison depuis 1808, quand il s'est libéré en 1866. Les collections archéologiques y ont été progressivement transférées, entre 1869 et 1874. Michel Hardy, président de la Société historique et archéologique du Périgord, succède à Édouard Galy à sa mort.
En 1857, est adjoint à ce noyau archéologique, une section beaux-arts présentant des œuvres locales, françaises et européennes du XVIe siècle à nos jours. C'est alors la seule collection publique de cette nature en Dordogne. Le maire Alfred Bardy-Delisle a créé un musée municipal de peinture et de sculpture de Périgueux en 1859,. En 1891, à la suite du legs très important du marquis de Saint-Astier de plus de 150 peintures, flamandes, françaises et italiennes, allant du XVIe au XIXe siècle, la ville a décidé de racheter l'ancien couvent des Augustins, où sont exposées les collections du musée archéologique du département de la Dordogne, et les bâtiments autour pour construire un nouveau bâtiment. Le 27 juin 1891, Gérard de Fayolle devient conservateur du musée municipal. En 1893, Gérard de Fayolle est nommé conservateur du musée archéologique du département de la Dordogne en remplacement de Michel Hardy qui a été conservateur de ce musée depuis 1887. Les deux musées se trouvaient alors dans les anciens bâtiments du couvent des Augustins. En 1895, Le Conseil général a cédé à la ville les collections d'archéologie du musée départemental et a apporté une importante contribution financière pour la construction d'un nouveau musée.
Le concours d'architecture est lancé en 1893. Le musée actuel est construit de 1895 à 1898 sur les plans de l'architecte de Limoges Charles Planckaert (il subsiste la chapelle du couvent). La première pierre a été posée par le président de la République Félix Faure. Il est aménagé une première fois de 1898 à 1903. En 1903, Gérard de Fayolle est nommé conservateur du nouveau musée d'art et d'archéologie du Périgord qu'il a installé et organisé avec son adjoint, Maurice Féaux, qui avait été l'adjoint de Michel Hardy dans l'organisation des collections du musée archéologique du département, dans le nouveau bâtiment du musée inauguré le 14 juillet 1903. Il est toujours héritier dans son organisation actuelle de l’histoire de la formation des collections.
Ainsi, le premier noyau est à dominante archéologique car il s’est constitué autour de la sauvegarde des vestiges gallo-romains de Périgueux dès 1804. Ce fonds a très vite été étoffé de collections de géologie, de minéralogie, de préhistoire et de pièces des époques médiévales issues des recherches en Périgord. Y furent aussi adjointes, dans un esprit de connaissance universelle et de souci pédagogique, des collections archéologiques d’Afrique du Nord (Égypte, Tunisie), de Grèce et d’Italie. De plus, la découverte de nouvelles cultures à travers la colonisation et l’émergence de la préhistoire ont entraîné un mouvement d’étude dit d’ethnographie comparée, consistant principalement à rapprocher entre eux des savoir-faire, en particulier celui ayant totalement disparu en Europe, la taille du silex. Ainsi ont été collectées en France, en Angleterre, en Allemagne et à Périgueux… des pièces provenant d’Océanie, des Amériques, d’Afrique et d’Asie.
Le 5 mars 2020, le musée est inscrit au titre des monuments historiques,.

## Collections et salles du musée

### Histoire et archéologie (aile est)
Dans cette aile, le parcours commence par un hommage aux créateurs et aux donateurs de l'établissement. Il présente des pièces majeures de l'art médiéval comme le diptyque de Rabastens daté de 1280, la vierge de Notre-Dame-de-Sanilhac (près de Périgueux) — émail limousin du XIIIe siècle —, le vitrail de saint Silain du XIVe siècle, ayant appartenu à l'église du même nom aujourd'hui disparue. Des objets et œuvres d'art du XVIe au XXe siècle afin d'évoquer la qualité et la diversité des œuvres à découvrir.
Lui font suite les collections non européennes (7e collection de France) et les collections de préhistoire (4e sur le plan national) au premier étage.
L'Afrique se déploie en bas des escaliers et évoque les cultures Kota, Bembe, Anyi, Bambara, N'guere, Nagô-Yoruba.
L'Océanie est représentée à travers les cultures issues de la Nouvelle-Calédonie, la Papouasie-Nouvelle-Guinée, les îles Gilbert, les îles Salomon, les îles Marquises.
Chaque objet de ces civilisations est chargé de sens. Ils sont les intermédiaires entre le monde visible et invisible.
À l'étage se trouve la section de Préhistoire qui a longtemps fait à elle seule la réputation internationale du musée. De très nombreuses séries de silex taillés permettent d'évoquer toutes les industries des hommes installés en Périgord depuis plus de 400 000 ans. Parmi les pièces les plus remarquables, il convient de citer les squelettes fossiles du Regourdou (site près de Lascaux ; néandertalien, 95 000 ans) et de Chancelade (près de Périgueux ; Homo sapiens d'environ 12 000 ans), les blocs peints ou gravés de l'abri Blanchard (35 000 ans), les femmes de Termo-Pialat, le renne gravé de Limeuil et la très importante collection de gravures sur os d'époque magdalénienne, dont la côte gravée du site de Cro-Magnon ou la pendeloque au bison de Raymonden (Chancelade, près de Périgueux).
Le cloître, espace jardin créé par l'architecte du XIXe siècle à la demande de la Ville, commanditaire de la nouvelle construction, fait le lien entre l'aile est et l'aile ouest. Il a été conçu pour la présentation et l'étude des collections lapidaires des périodes gallo-romaine, médiévale et Renaissance. Il accueille les vestiges des bâtiments de Périgueux et de la Dordogne aujourd'hui disparus, dont les sculptures de la basilique Saint-Front d'origine romane, des retables, des décors sculptés d'hôtels particuliers, du mobilier funéraire (sarcophages mérovingiens, carolingiens, et pierres tombales des XIIIe et XIVe siècles). La muséographie est inspirée par une vision romantique de la ruine issue des découvertes aux XVIIIe et XIXe siècles.

#### Inventaire du fonds colonial
Un projet d'inventaire est en cours au sujet des collections d’origine subsaharienne de six musées d'histoire régionaux : musée d’Aquitaine, musée d’ethnographie de l’université de Bordeaux, musée d’Angoulême, muséum de La Rochelle, musée Hèbre de Rochefort et musée d'Art et d'Archéologie du Périgord.
La première phase consiste à enquêter pour établir les provenances des collections originaires d’Afrique, puis, dans un second temps, d'identifier les œuvres problématiques ou importantes du point de vue des communautés et des États d’origine. En effet, ce patrimoine colonial est principalement issu des campagnes militaires ou de traite négrière, et des missions religieuses ou ethnographiques. Souvent arrivées en France sur la base de « relations dissymétriques », certaines de ces pièces peuvent éventuellement faire l'objet d'une restitution officielle si elles sont réclamées par les anciennes colonies.

### Beaux-arts (aile ouest)
La seconde partie des collections s'organise autour de la section beaux-arts créée en 1857. Celle-ci a été constituée par des dons et achats de collections en Région, par des dépôts de l'État, œuvres venant des fonds du musée du Louvre ou œuvres contemporaines achetées aux Salons de Paris. En 1891, le très important legs du marquis de Saint-Astier décida la Ville à bâtir ce musée. Les œuvres de cette section se déploient dans l'aile ouest du musée, aux côtés des collections d'objets d'art et mobilières.
Cette aile a été rénovée en 2002. Plusieurs principes ont présidé aux choix visant à redonner de l’attrait et du sens à cette exposition permanente.
Le parcours proposé est coloré et chronologique, chaque couleur des murs de salles étant associée à une période. Ainsi, le bleu de la salle XVIe et XVIIe siècles témoigne de la présence dominante de cette couleur dans les œuvres de cette époque. Un jaune lumineux recouvre la salle XVIIIe siècle en référence aux ors des architectures intérieures classiques et baroques. Le vert en référence au vert Empire soutient les œuvres du XIXe siècle. Les salles XIXe-XXe siècles s'éclaircissent pour tendre vers le white cube, c'est-à-dire la salle blanche, qui domine et domine encore les muséographies de ces derniers siècles. C’est donc un gris clair ou gris bleuté qui a été utilisé pour les salles consacrées à ces périodes. Toutefois, ces couleurs sont volontairement modernes et choisies afin de s’harmoniser entre elles.
Afin de contextualiser la création, pour chaque siècle ont été réunis peintures, sculptures, mobiliers et objets d’art, ce qui permet d’évoquer non seulement le Périgord mais aussi l’art de France, d’Europe ou d’Asie, tous très présents dans l’ensemble des collections.
Le Périgord du XVIe siècle trouve ses représentations dans le portrait de Pierre de Bourdeilles, dans le tableau commémorant la Réconciliation après la Fronde entre Périgueux et l’État, un portrait de la Marquise de Saint-Astier, du mobilier ayant orné les châteaux environnants, un superbe épi de faîtage en faïence de la Beauronne, des fers à hosties, des marmites. Pour le XVIIIe siècle, Fénelon, Jean-François du Cheyron du Pavillon et Mgr Machéco de Prémaux témoignent du XVIIIe siècle périgourdin et de celui de leurs voisins par le buste de Montesquieu. La faïence de Bergerac, des commodes régence, des secrétaires Louis XVI en traduisent une partie des savoir-faire. Pour le XIXe siècle, le portrait de Madame Alfred Magne (dépôt de l'hôpital de Périgueux), ainsi que de nombreuses œuvres comme L'Âme au ciel de Bouguereau, une Diane accroupie (marbre), un paysage de Bracassat, des commodes traduisent le faste du développement d’un art bourgeois et sensible. Sem, célèbre caricaturiste, Mademoiselle Jenny, grande couturière, Albert Bertolletti, artiste et secrétaire très dynamique de la Société des beaux-arts de Périgueux, de nombreux paysages, sculptures, réalisés par des artistes locaux de talent témoignent de l’activité artistique en région ou de l’artisanat d’art grâce aux faïences de Thiviers et Périgueux.
Ces œuvres sont entourées de peintures ou sculptures très caractéristiques de ces mêmes siècles pour la France, les Flandres et l’Italie. Le XVIIe siècle français est présent à travers Le Siège de Namur de Jean-Baptiste Martin et deux autres scènes de batailles de Jacques Courtois, le XVIIIe siècle avec les paysages de Hubert Robert, Pierre Patel ou Adrien Manglard (Fin d'une tempête) ainsi que les tableaux de Charles Antoine Coypel (Vierge à l'enfant), Jean-Baptiste Oudry, Charles-Joseph Natoire et Pierre-Henri de Valenciennes ; enfin, on trouve le XIXe siècle illustré par des œuvres d’Adolphe Appian, Achard, Boguet, Léon Bonnat, William Adolphe Bouguereau, Paul Guigou et le XXe siècle avec Maurice Marinot et Othon Friesz pour la peinture et Jane Poupelet (originaire du Périgord), Gilbert Privat ou encore Étienne Hajdu, tous sculpteurs de renom. Les Flandres sont représentées par de remarquables tableaux comme L'Extraction de la pierre de folie par Pieter Huys, les natures mortes de Davidsz de Heem, Van Huyssen et Jan van Huysum, et des œuvres de peintres importants tels que Frans Floris, Abraham Bloemaert, Jan Fyt (Faucon chaperonné), Frans II Francken (Allégorie de l'occasion et Le Roi Salomon rendant grâce au dieu Moloch à la demande de ses cent femmes) ou Bartholomeus Breenbergh (Paysage aux ruines). L’Italie est présente avec le tableau de l’école de Véronèse, Saint Paul sur le chemin de Damas de Luca Giordano, des œuvres de Francesco Cairo, Giuseppe Recco (Marchand de poissons), Gaspare Diziani (Mucius Scaevola) et Sebastiano Ricci (Les Noces de Cana), Le Grand Canal par Canaletto (dépôt de l’État, MNR), ou encore les porcelaines de Capodimonte. Enfin, on note pour l'Espagne deux peintures de Luis de Morales.
La porcelaine XVIIe de Chine répond aux faïences de Delft au sein du couloir réservé aux œuvres flamandes des XVIIe et XVIIIe siècles. La porcelaine japonaise et chinoise du XIXe siècle répond aux porcelaines de Limoges et aux pièces plus contemporaines d’Albe ou de Pierre-Adrien Dalpayrat.
Enfin près de l’entrée, une petite salle sert désormais, en attendant la mise en œuvre du projet scientifique et culturel du musée, à développer des activités d’expositions temporaires autour des collections du musée et de la production d’artistes contemporains.

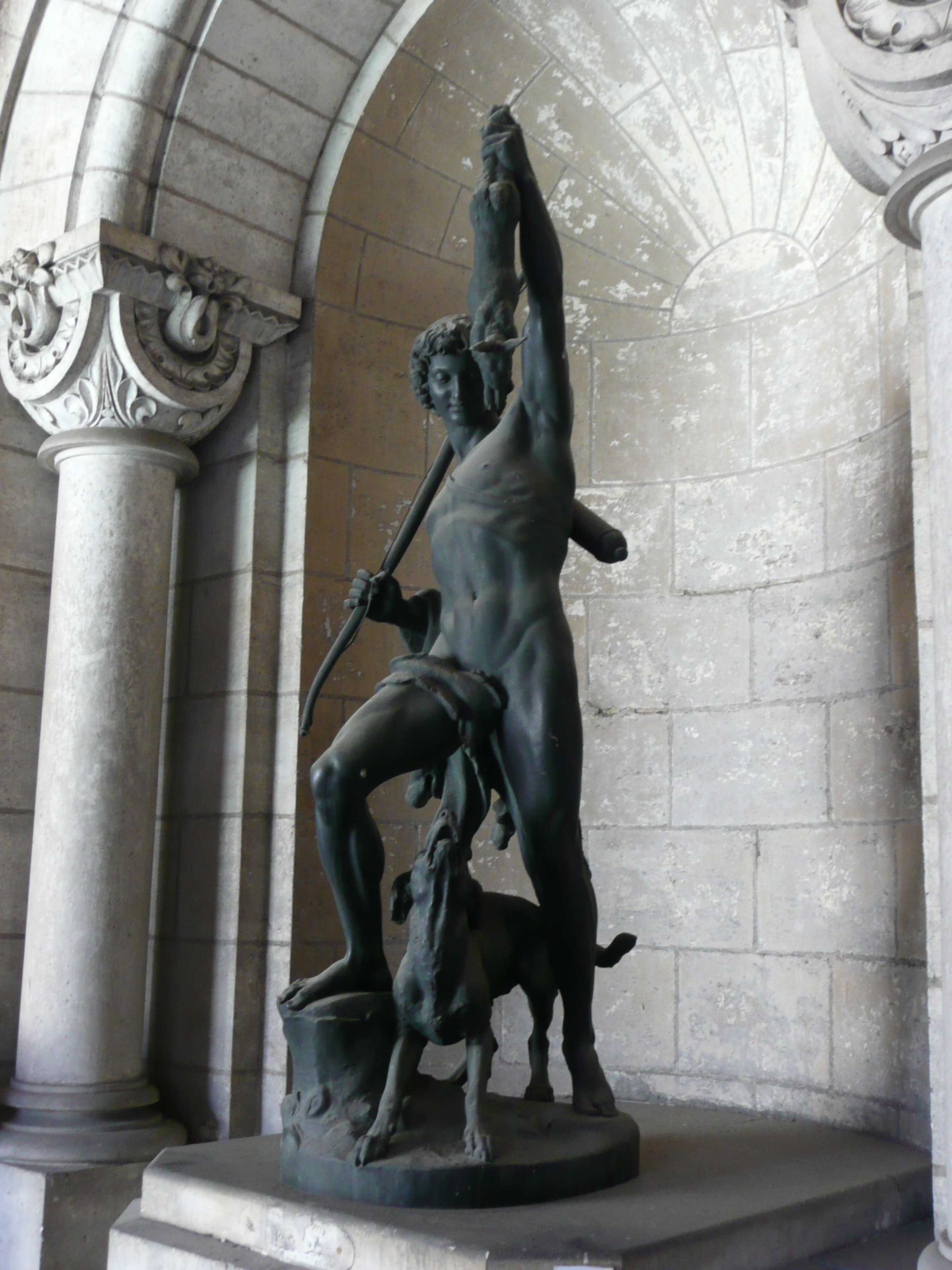
Jacques-Léonard Maillet, Le Jeune chasseur (1864).
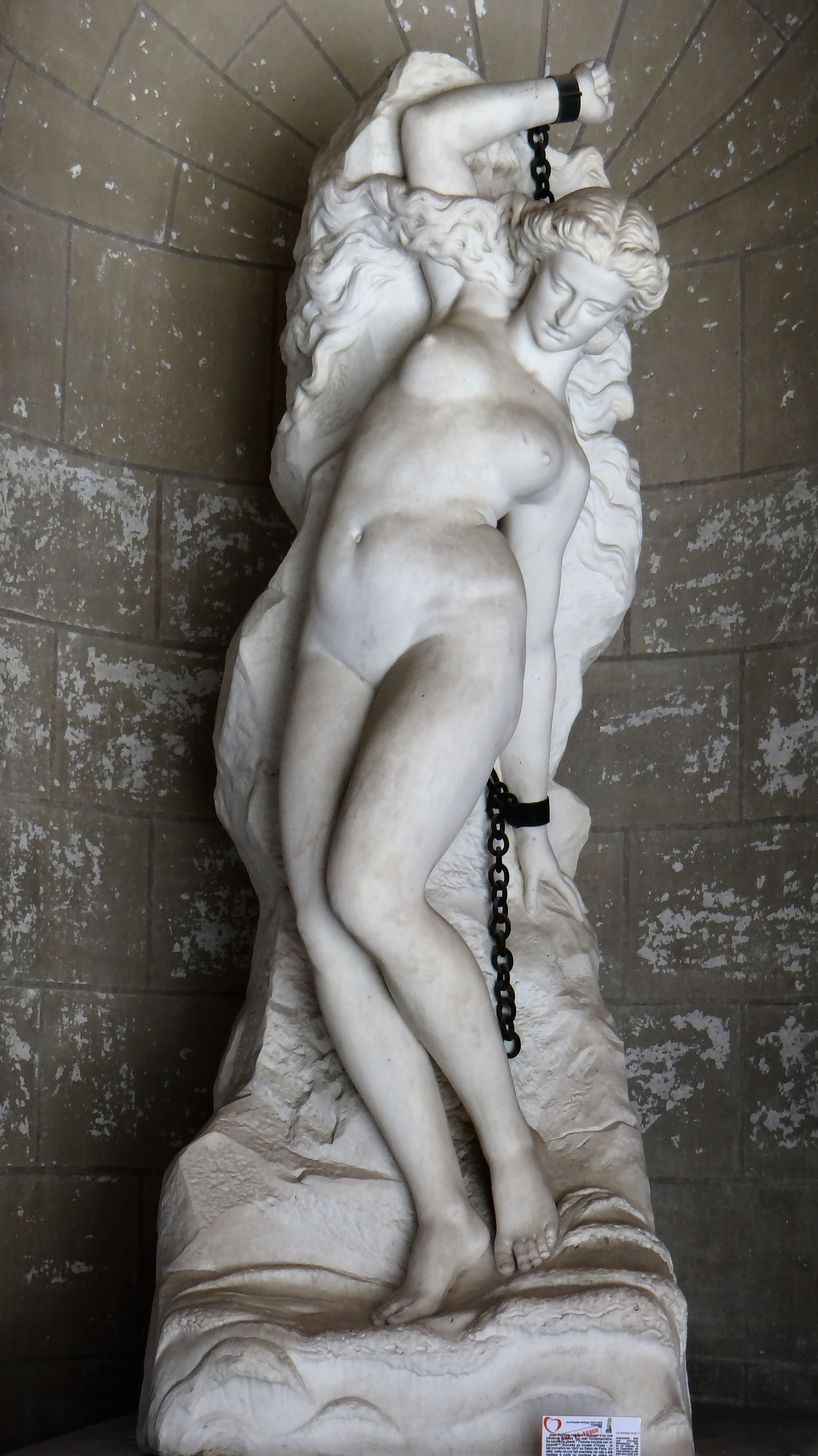
Auguste Clésinger, Andromède (1869).
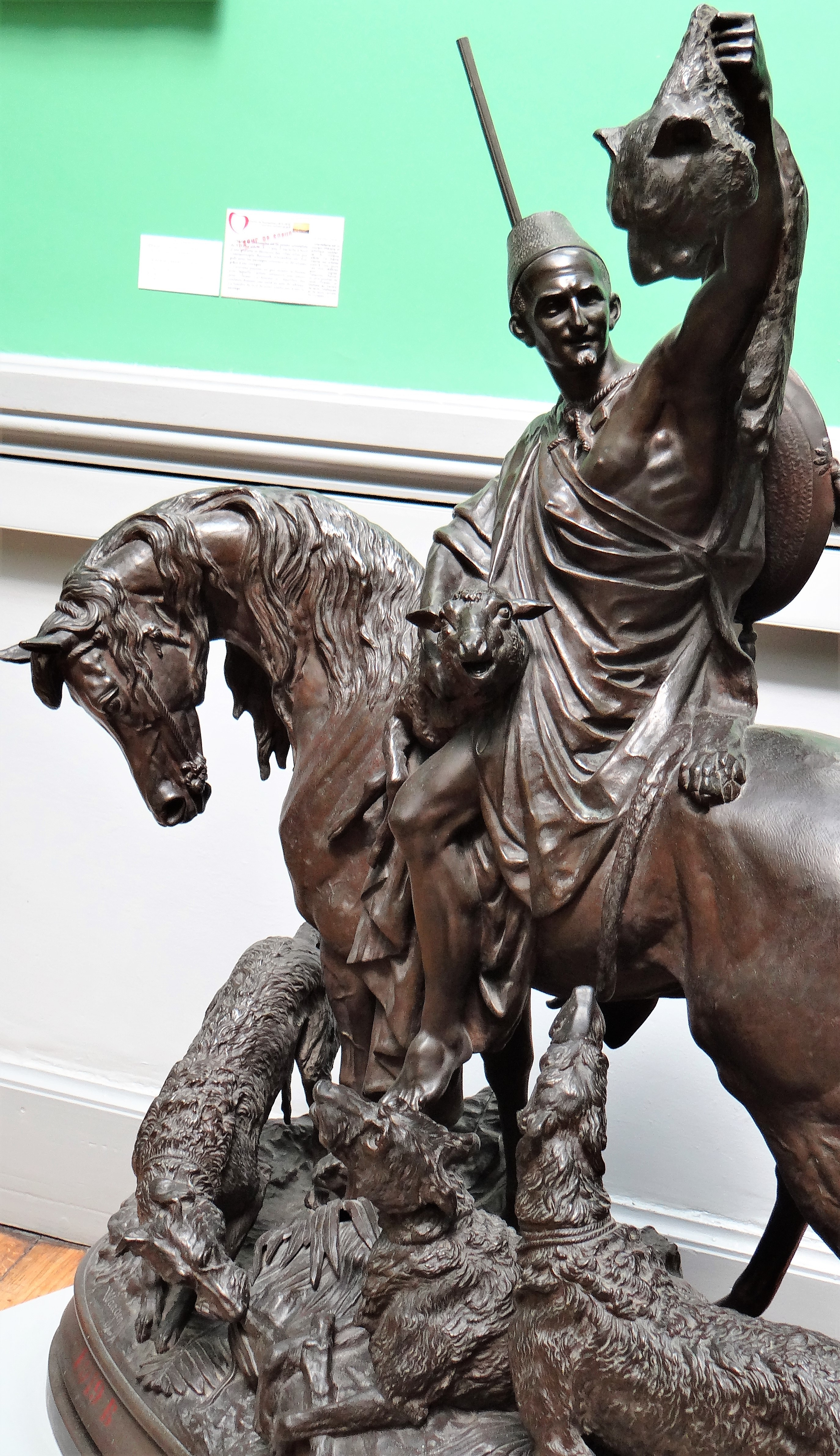
Max Arthur Waagen, Chasseur kabyle de retour de la chasse (1878).

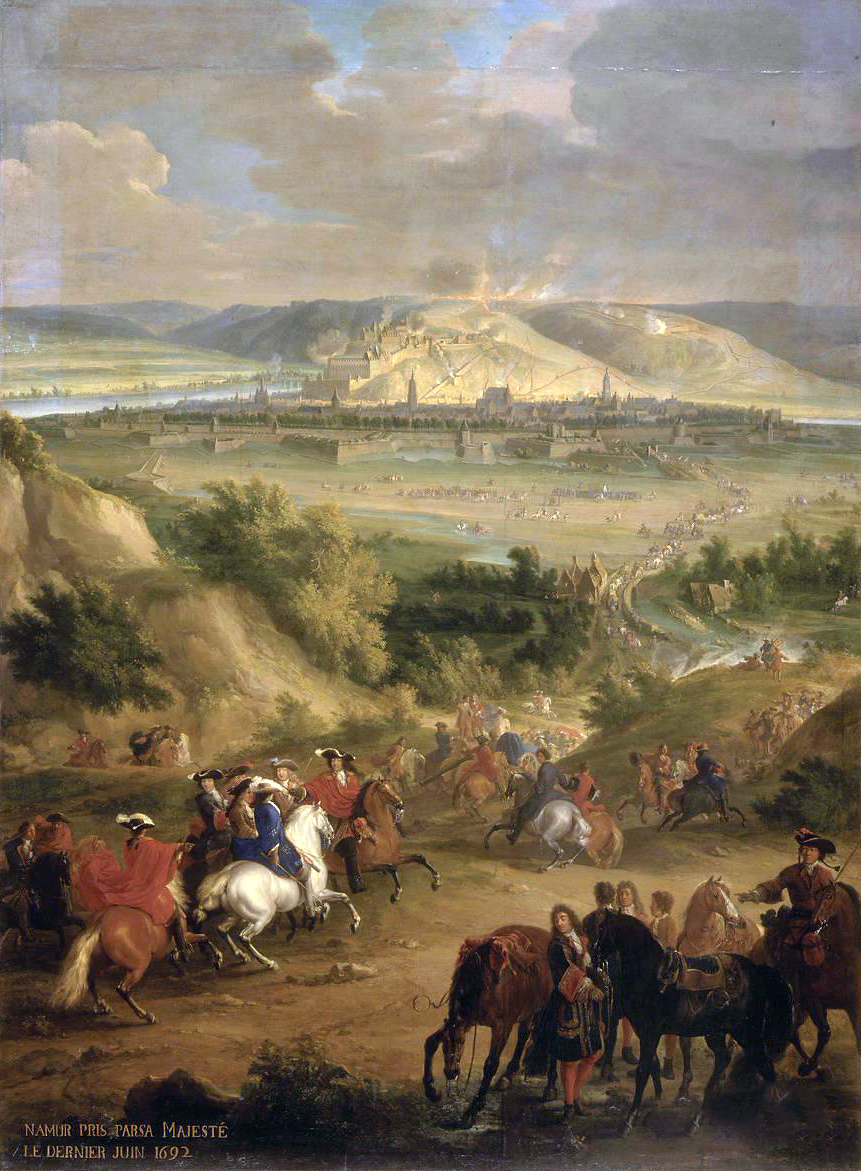
Jean-Baptiste Martin, Le Siège de Namur (1692).
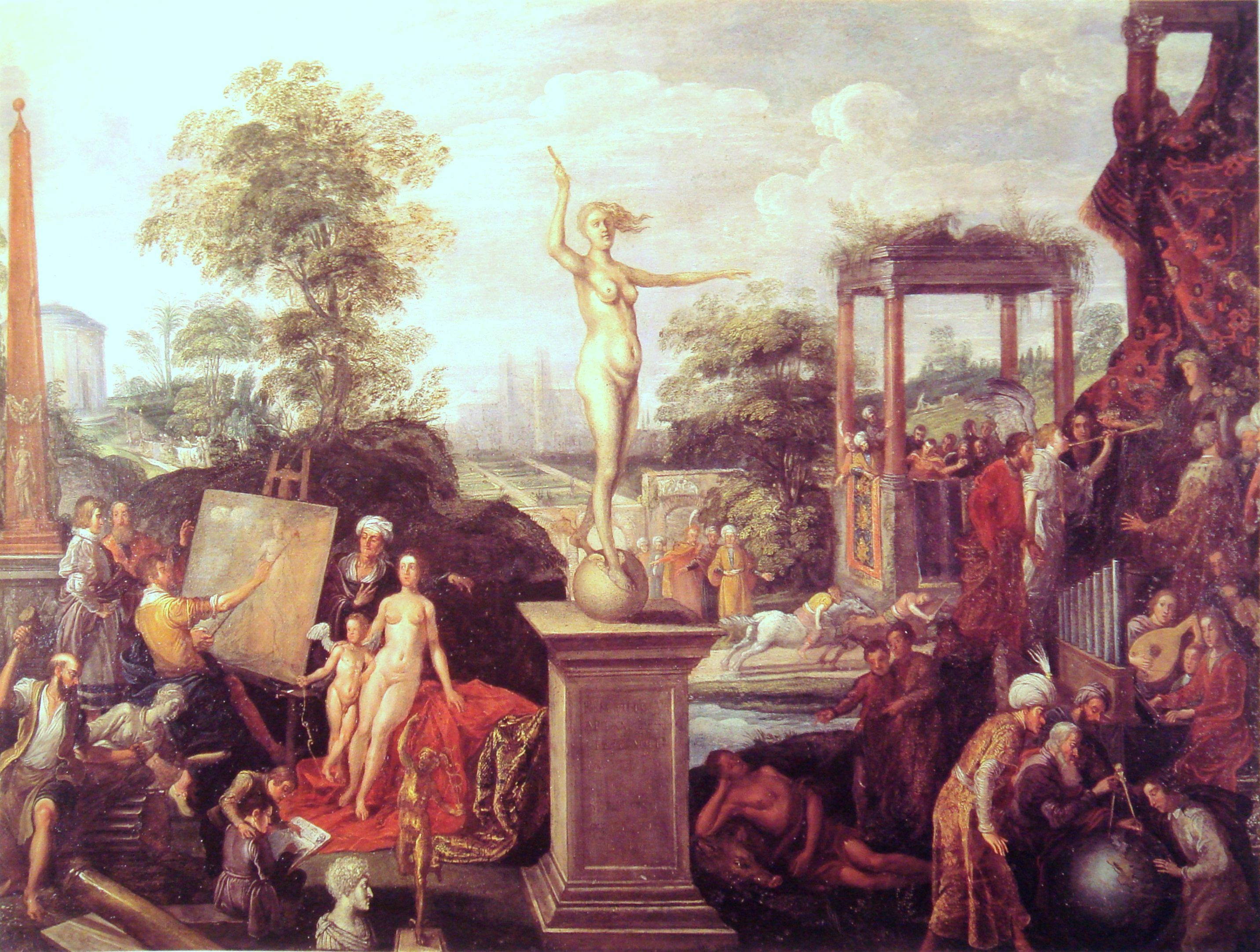
Frans II Francken, Allégorie de l'occasion (1628).
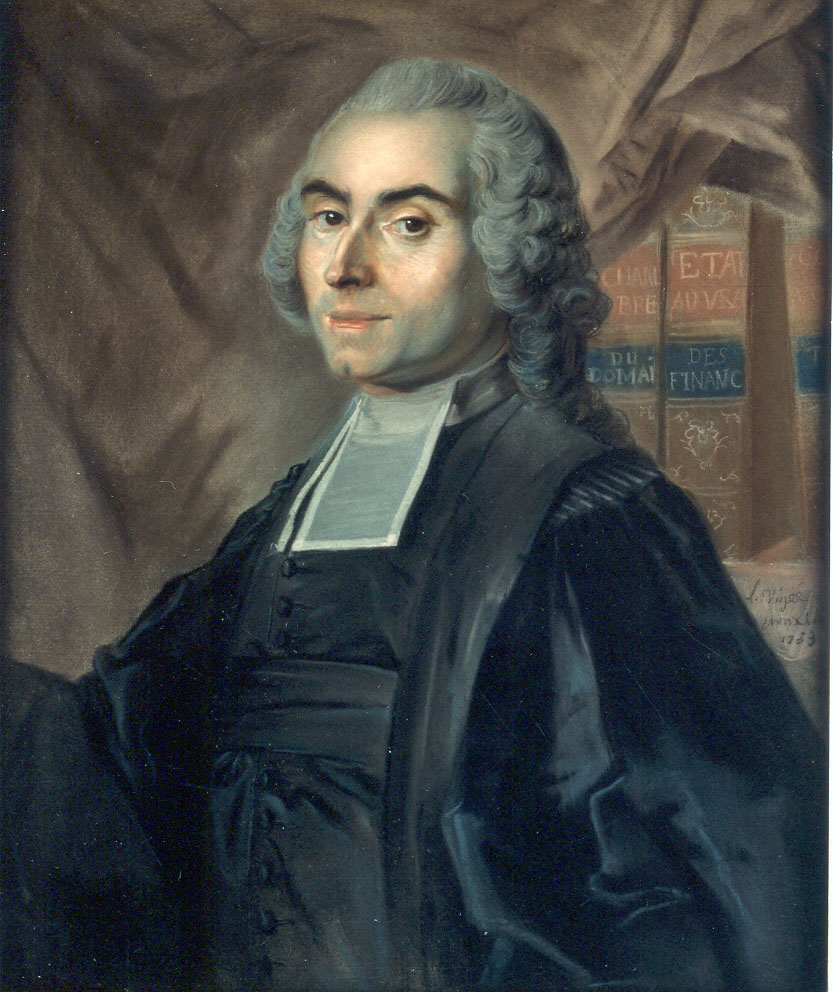
Louis Vigée, Portrait de Jean-Nicolas de Boullongne (1740-1767).

## Gestion et politique culturelle

### Fonctionnement administratif
Le musée est un musée municipal appartenant à la Ville de Périgueux. Ancien musée contrôlé par l'État, dès 1835 puis par l'ordonnance de 1945, en raison de l'importance de ses collections, il est devenu naturellement labellisé « musée de France » en 2002 (loi des musées de France). Sa direction est assurée par la conservatrice de musée Véronique Merlin-Anglade. Depuis le 18 mars 2024, Gaëlle Gautier est à la direction du musée d'Art et d'Archéologie du Périgord ainsi que du musée Vesunna.

### Fréquentation

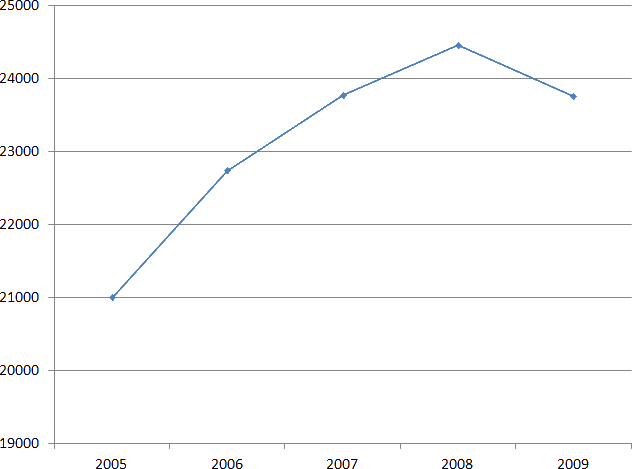
Graphique représentant la fréquentation du musée entre 2005 et 2009.

| 2005   | 2006   | 2007   | 2008   | 2009   | 2010   | 2011   | 2012   |
| ------ | ------ | ------ | ------ | ------ | ------ | ------ | ------ |
| 20 999 | 22 740 | 23 770 | 24 461 | 23 760 | 21 595 | 26 825 | 24 447 |

### Expositions temporaires
Le musée organise généralement trois à quatre expositions temporaires chaque année consacrées à des trésors cachés de valeur ou à des œuvres contemporaines.

### Politique tarifaire et services aux publics
L'entrée du musée se fait au prix de 6 €. Les visites guidées coûtent 1 € supplémentaire. Il s'agit d'un des musées aux tarifs d'entrée les moins élevés en France.
Le musée met à disposition divers documents, comme des plans des salles, des feuillets, des carnets de découverte ou encore des jeux de piste. Des visites thématiques sont par ailleurs organisées chaque semaine, comme les « jeudis du musée » ou les ateliers créatifs du mercredi, activités ludiques à destination des scolaires et centres de loisirs,. Le musée participe chaque année aux Journées européennes du patrimoine et à la Nuit européenne des musées, avec des animations spécifiques ces jours-là.